# Réserve naturelle de Pirane
La réserve naturelle de Pirane  est une réserve naturelle norvégienne qui est située dans le municipalité de Færder, dans le comté de Vestfold.

## Description
La réserve naturelle de 0,086 km2, créée en 2006, est située au sud de l'île de Hvasser.
Pirane est une plage de moraine variée, avec une grande diversité de types de nature, d'écosystèmes, d'espèces et de processus écologiques naturels. La végétation alterne entre talus d'algues, prés salés et marécages de plage, avec un arrière-pays caractérisé par une végétation de broussailles, des zones humides, des prairies sèches et des buttes.

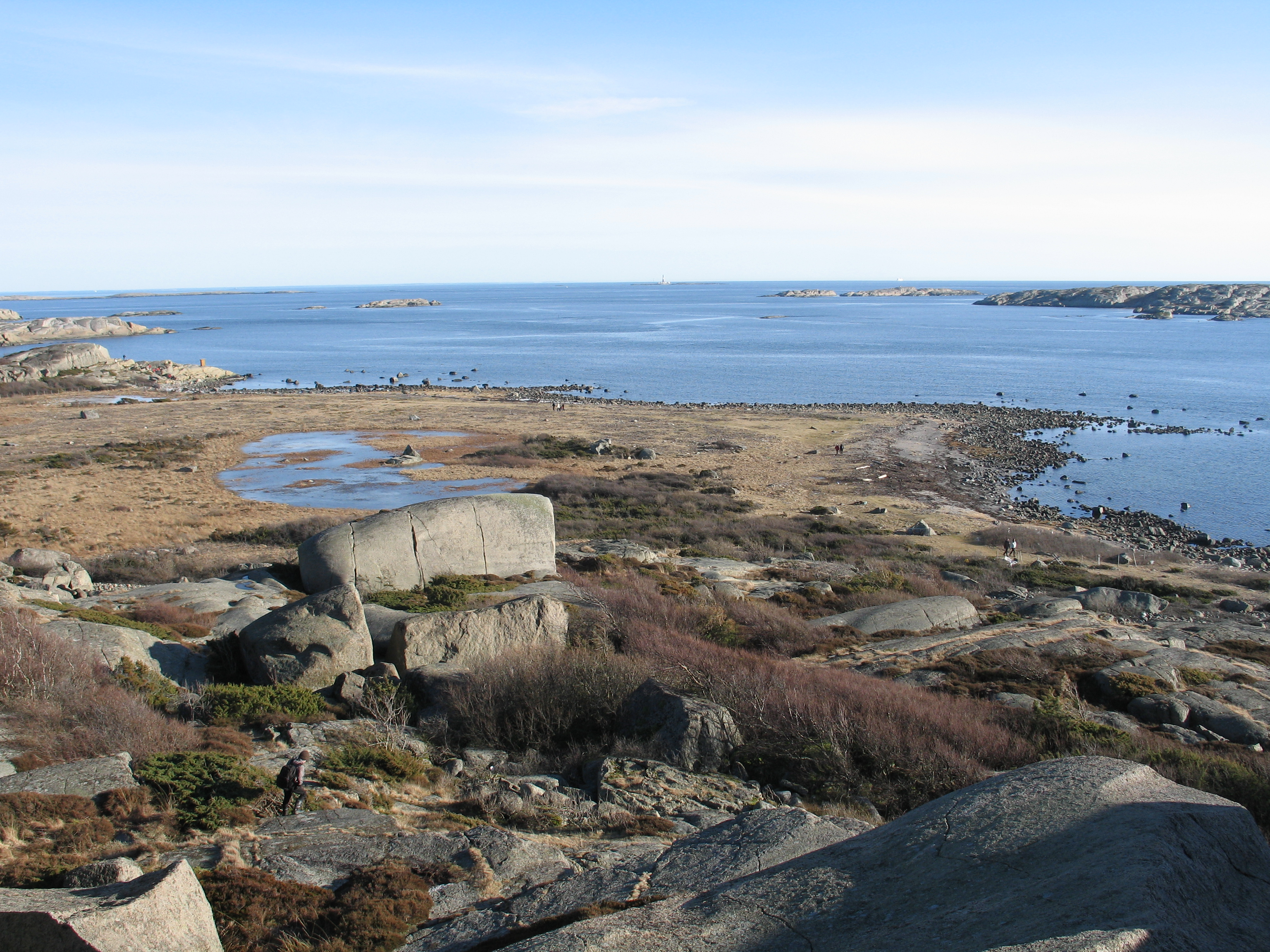
Plage de Pirane

Pirane abrite plusieurs espèces de plantes rares, telle que le Trèfle fraisier. En 2009, le très rare crustacé Limnadia lenticularis a été trouvé dans un étang de la réserve. L'espèce, qui mesure un cm de long, n'a été trouvée qu'à trois ou quatre endroits en Norvège. Dans une zone marécageuse plus petite à Pirane, la seule occurrence documentée de l'orchidée rare dans le comté était l'Épipactis des marais.
La zone de conservation est utilisée pour le pâturage du bétail. Il empêche la prolifération des mauvaises herbes.

## Galerie

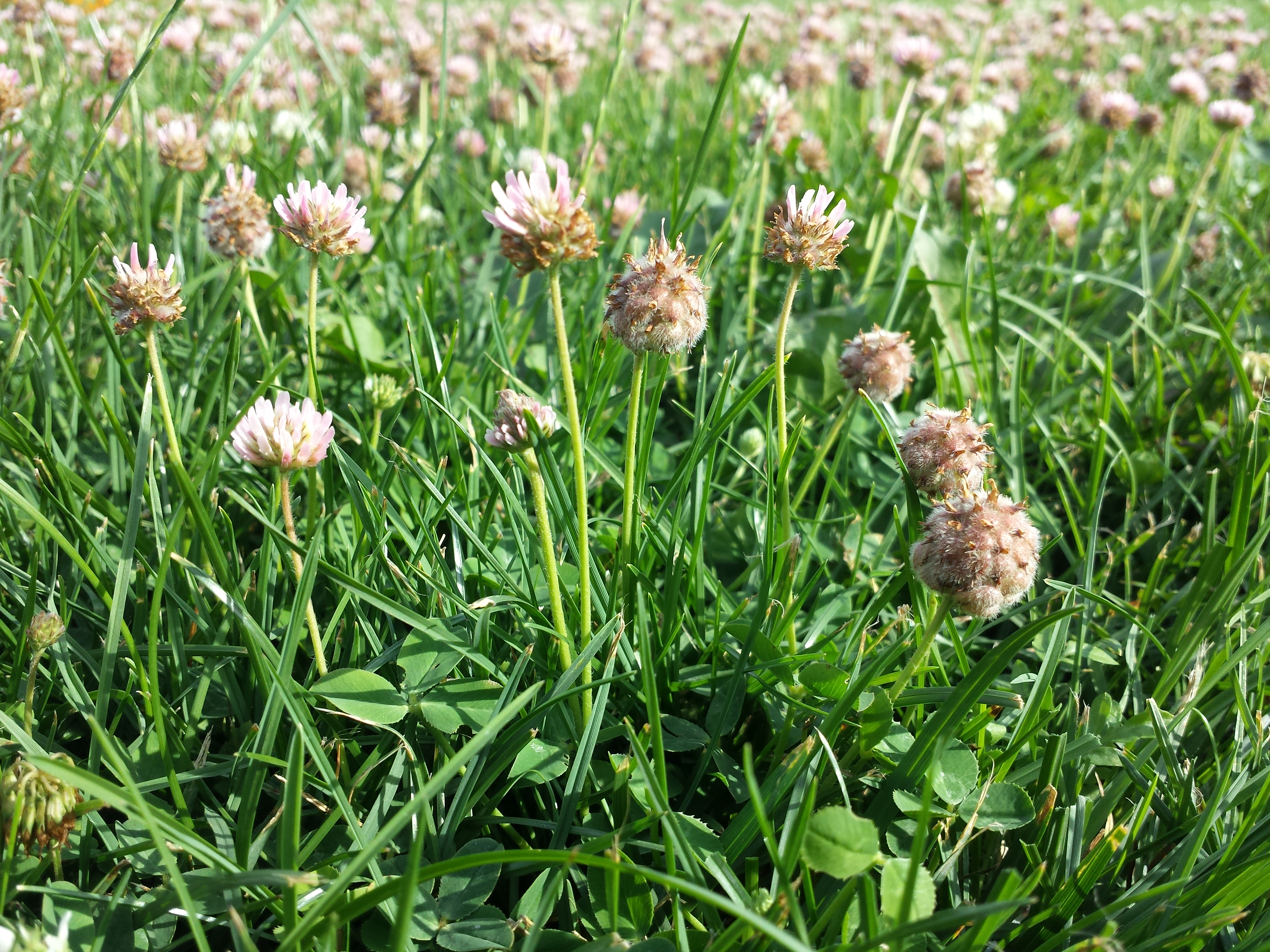
Tréfle-fraisier
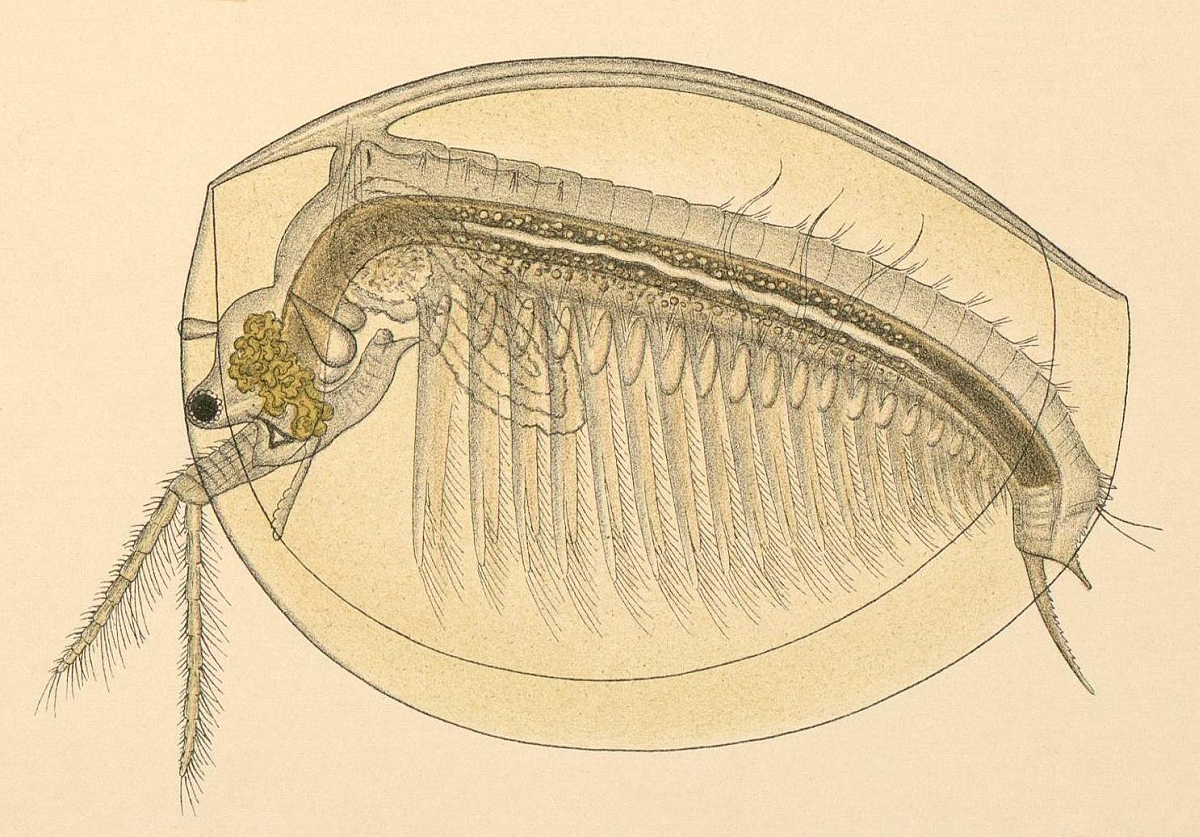
Limnadia lenticularis
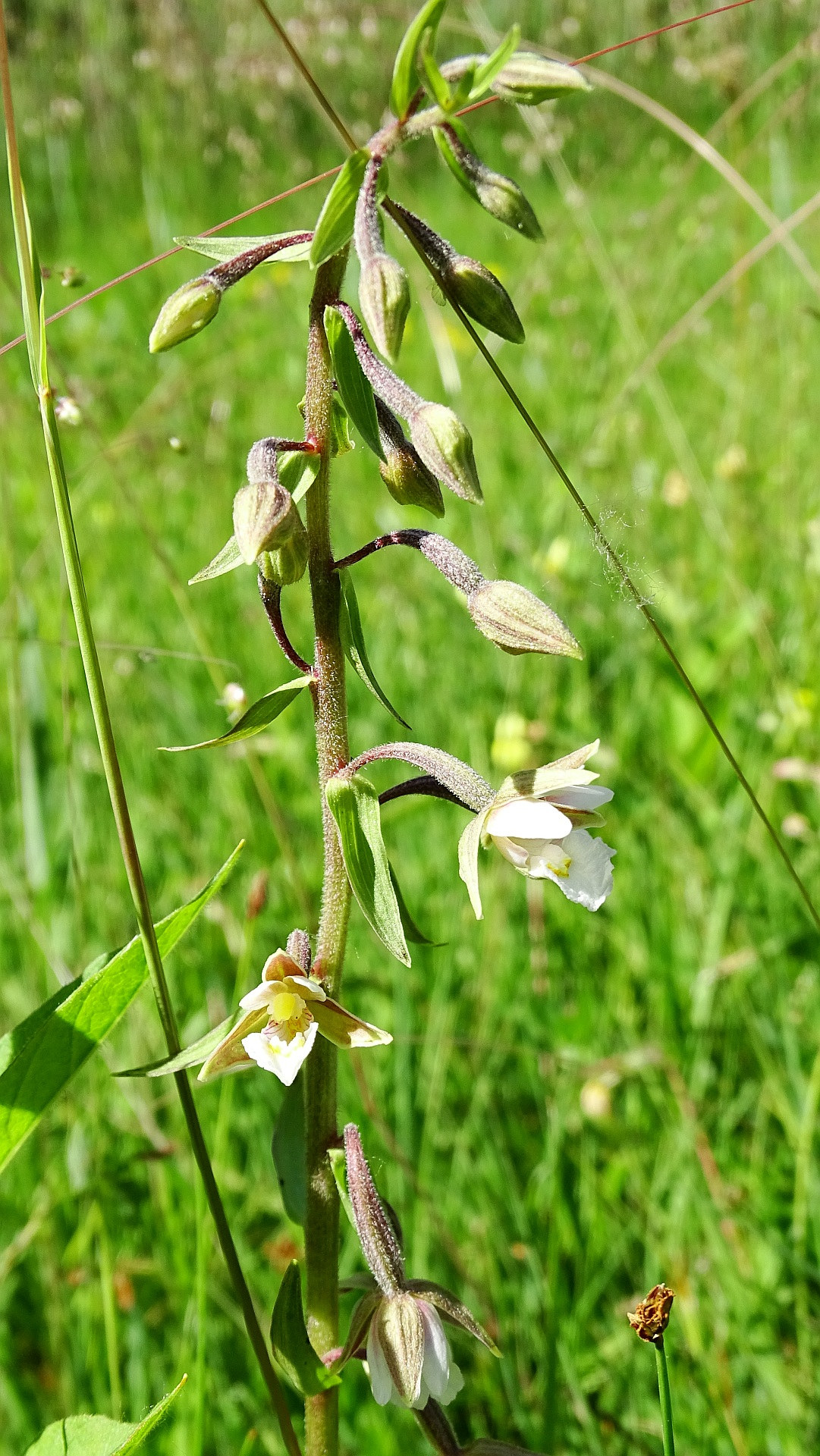
Épipactis des marais